# Omladinski Fudbalski Klub Beograd
O Omladinski Fudbalski Klub Beograd (sérvio: ОФК Београд) é um dos três principais clubes de futebol da cidade de Belgrado, na Sérvia. Suas cores são azul e branco.
Seu nome por extenso, Omladinski Fudbalski Klub Beograd, significa "Jovem Futebol Clube de Belgrado". O clube disputa seus jogos no Omladinski Stadion, que tem capacidade para 18 000 espectadores.
Atualmente disputa o Campeonato Sérvio de Futebol, e já foi campeão do Campeonato Iugoslavo por 5 vezes quando se chamava BSK. Em 1945 o BSK foi dissolvido, e grande parte de seus jogadores foram para o recém criado Estrela Vermelha. Seu estádio passou a ser utilizado pelo Partizan. No mesmo ano foi criado o Metalac com sua base formada pelos metalúrgicos do clube SK Jadran, também de Belgrado. Se fundiu em 1950 com o FK Belgrado para formar novamente o BSK, e finalmente em 1957 se uniu com o TSK Sumadija, formando o OFK (ver nomes).
Foi vice-campeão nacional em duas oportunidades: em 1954/55 ficou atrás do Hajduk Split, e em 1963/64 ficou atrás do Estrela Vermelha. Ainda ficou em terceiro nas temporadas 1952, 1971/72, 1972/73 e 2002/03.
Venceu em 4 oportunidades a Copa da Iugoslávia: em 1953 bateu o Hajduk Split por 2 a 0, e em 1955 bateu novamente o Haijduk pelo mesmo placar (2 a 0). Em 1962 venceu o Spartak Subotica por 4 a 1, e por fim em 1966 passou por cima do Dinamo Zagreb por 6 a 2.
Na Copa da Sérvia, chegou à final na temporada 2005/06, quando perdeu para o Estrela Vermelha na prorrogação por 4 a 2, mesmo após começar o jogo ganhando por 2 a 0.
Participou pela primeira vez de uma grande competição europeia (no caso, a Recopa Europeia) em 1962/63, e foi nesta temporada que conquistou seu melhor resultado no continente: após bater o poderoso Napoli nas quartas, foi eliminado na semifinal pelo Tottenham, que viria a ser campeão. Na Copa da UEFA, já atingiu as quartas-de-final, em 1973, eliminando equipes como Dukla Praga e Feyenoord. Anteriormente, também já havia chegado na semifinal da Copa Mitropa, em 1939.

## Nomes
O clube já sofreu diversas mudanças de nomes, desde a sua criação em 1911 como BSK. 
- 1911 BSK Belgrado (Beogradski Sportski Klub);
- 1945 Metalac Belgrado (Fudbalski Klub Metalac);
- 1950 BSK Belgrado (Beogradski Sport Klub);
- 1957 OSD Belgrado (Omladinski Sportsko Drustvo Beograd);
- 1959 OFK Belgrado (Omladinski Fudbalski Klub Beograd).

## Títulos

### Pela Iugoslávia
- Campeonato Iugoslavo: 5

(1930–31, 1932–33, 1934–35, 1935–36 e 1938–39)
- Copa da Iugoslávia: 5

(1933–1935, 1952–53, 1954–55, 1961–62 e 1965–66)

#### Campanhas de Destaque
- Vice-Campeonato Iugoslavo: 6 vezes (1927, 1929, 1937–38, 1939–40, 1954–55 e 1963–64).

### Pela Sérvia e Montenegro

#### Campanhas de Destaque
- Vice-Campeonato da Copa de Sérvia e Montenegro: 2005-06.